# Лудвиг фон Пфирт
Лудвиг фон Пфирт (на немски: Ludwig von Pfirt; † 1281) от Дом Скарпон, е граф на Пфирт (Ферет), сеньор на Флоримонт в Бургундия-Франш Конте.

## Живот
Той е вторият син на Улрих II фон Пфирт († 1275), херцог на Елзас, господар на Флоримонт, граф на Пфирт (Ферет), и втората му съпруга Агнес дьо Верги († 1268), вдовица на Пиер I дьо Бофремонт († ок. 1240), дъщеря на Гиолом I дьо Верги († 1240) и Клеменца де Фувент-Фонтен-Франсез († сл. 1260). Брат е на Теобалд фон Пфирт († сл. 1309/1310/1311). Племенник е на Бертхолд фон Пфирт († 1262), епископ на Базел (1248 – 1262).

## Фамилия
Лудвиг фон Пфирт се жени за графиня Гертруд фон Раполтщайн († сл. 1281), дъщеря на граф Улрих II фон Раполтщайн († 1283) и Рихенца фон Ньошател. Те имат един син:
- Улрих фон Флоримонт († 21 декември 1281, удавен в река Рейн), господар на Флоримонт